# Kim Young-woon

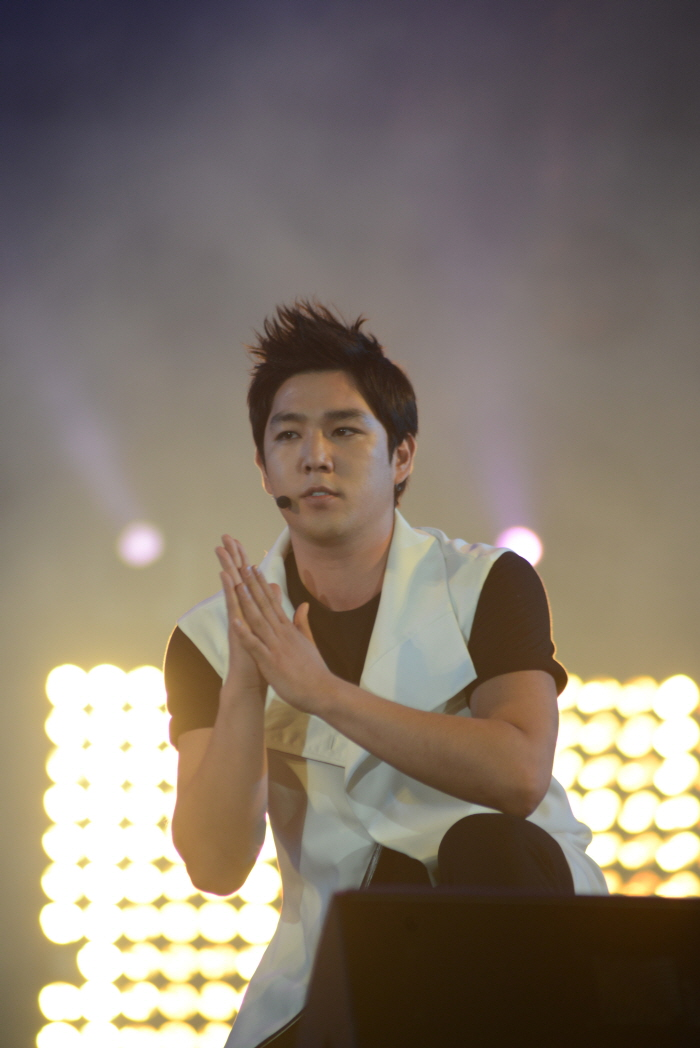
Kangin, 2014

Kangin (* 17. Januar 1985 in Seoul als Kim Young-woon) ist ein südkoreanischer Sänger und Schauspieler. Er war Mitglied der Boygroup Super Junior sowie in deren Subgruppen Super Junior-T und Super Junior-H.

## Leben
Kangin sollte eigentlich in der Boyband Four Seasons debütieren. Die Band wurde allerdings noch vor Debüt aufgelöst und er sowie sein späterer Bandkollege Heechul wurden zur Band Super Junior gebracht.
Im November 2005 debütierte er nach vier Jahren Vorbereitungszeit als eines von zwölf Mitglieder in der Boyband Super Junior. 2007 wurde Kangin Mitglied in der Subgruppe Super Junior-T, welches sich mit der Musikrichtung Trot befasste. 2008 wurde Kangin Mitglied der Subgruppe Super Junior-H, welche aufgrund ausbleibenden Erfolgs ein Jahr später aufgelöst wurde. Des Weiteren debütierte Kangin 2008 als Musicalsänger, zusammen mit seinem Teamkollegen Heechul in dem Musical Xanadu, welches bis November 2008 in Seoul aufgeführt wurde.
Neben seiner Gesangskarriere förderte Kangin schon seit 2006 seine Fernsehkarriere und trat in verschiedenen Produktionen als Schauspieler oder als Moderator auf.
Von 2006 bis 2007 besaß Kangin seine eigene Radio-Show namens Reckless Radio. 2007 wechselte zu Good Friend Radio, wo er bis 2009 als Moderator tätig war.
Am 5. Juli 2010 wurde Kangin zum südkoreanischen Armeedienst eingezogen und musste somit seine Aktivitäten bei Super Junior zwangspausieren. Nach 21-monatigem Armeedienst, wurde Kangin am 16. April 2012 aus diesem entlassen.
Im Juli 2012 startete Kangin sein Super Junior-Comeback und ist seitdem wieder Mitglied in der Boyband. Auch im Fernsehen konnte sich Kangin erneut in verschiedenen Produktionen als Moderator oder Schauspieler beweisen.

### Sonstiges
Im September 2009 kam es zu einer Schlägerei in einer Bar, bei der Kangin beteiligt war.
Einen Monat später, im Oktober 2009, verursachte Kangin einen Verkehrsunfall unter Alkoholeinfluss und beging Fahrerflucht. Fünf Stunden später stellte sich Kangin der Polizei. Aufgrund dieses Fehlverhaltens gab SM Entertainment bekannt, dass Kangin bis zum Ende des Jahres nicht mehr in der Öffentlichkeit zu sehen sein wird. Im Januar 2010 wurde Kangin zur Zahlung von 8 Millionen Won als Verursacher des Unfalls verurteilt. Im Mai 2016 verursachte Kangin erneut einen Verkehrsunfall unter Alkoholeinfluss und beging erneut Fahrerflucht. Laut SM Entertainment hat Kangin seine Aktivitäten bei Super Junior und bei seinen Fernsehproduktionen eingestellt.

## Diskografie

### Singles
- 2016: Don’t Cry, Man

### Beiträge für Soundtracks
- 2008: Suddenly (Xanadu Musical OST)
- 2015: Please Call My Name (The Cat Funeral OST)
- 2015: Memories (D-Day OST)

## Filmografie

### Filme
| Jahr | Titel                                             | Rolle        |
| ---- | ------------------------------------------------- | ------------ |
| 2007 | Attack on the Pin-Up Boys                         | Judo-Kapitän |
| 2007 | Alvin and the Chipmunks (Koreanische Übersetzung) | Alvin        |
| 2008 | Hello, Schoolgirl                                 | Kang Sook    |
| 2015 | The Cat Funeral                                   | Dong-hoon    |

### TV-Serien
| Jahr       | Titel                        | Rolle     | Fernsehsender |
| ---------- | ---------------------------- | --------- | ------------- |
| 2002       | A Man and a Woman            | –         | SBS           |
| 2006       | Rainbow Romance              | Er selbst | MBC           |
| 2007       | Billie Jean, Look At Me      | Freund    | MBC           |
| 2008, 2009 | We Got Married (Season 1)    | Er selbst | MBC           |
| 2009       | Romance Zero                 | Na Ho-tae | MBC           |
| 2014       | A Celebrity Lives In My Home | Er selbst | MBC           |

### Musikvideo-Auftritte
| Jahr | Titel       |
| ---- | ----------- |
| 2007 | Flight Girl |

### Als Moderator
| Jahr      | Titel                                | Sender           |
| --------- | ------------------------------------ | ---------------- |
| 2005–2006 | M!Countdown                          | Mnet             |
| 2006–2007 | Sunday Dong-an Club                  | MBC              |
| 2006–2007 | Nothing is Impossible                | MBC              |
| 2008      | Unbelievable Outing                  | Season 3ComedyTV |
| 2007      | Show! Music Core                     | MBC              |
| 2008      | Idol Show Season 1                   | MBC              |
| 2009      | Miracle                              | KBS              |
| 2014      | Show Champion                        | MBC              |
| 2014–2015 | Global Request Show - A Song For You | KBS              |

## Weitere Aktivitäten

### Radioshow
| Jahr      | Titel                               |
| --------- | ----------------------------------- |
| 2006–2007 | Reckless Radio (천방지축 라디오)    |
| 2007–2009 | Good Friend Radio (친한친구 라디오) |

### Musical
| Jahr | Titel  |
| ---- | ------ |
| 2008 | Xanadu |